# Dagchen Lodrö Gyaltsen
Dagchen Lodrö Gyaltsen (1444-1495) was van 1473 tot 1495 de eenentwintigste sakya trizin, de hoogste geestelijk leider van de sakyatraditie in het Tibetaans boeddhisme.
Dagchen Lodrö Gyaltsen werd geboren in 1444 in het huidige arrondissement Sakya. Zijn vader was de 18e Sakya Tridzin, Jamyang Namkha Gyaltsen (1398-1472). Zijn oudere broer, Gyagar Sherab Gyaltsen, diende als 20e Sakya Tridzin van 1463 to 1472.
Lodrö Gyaltsen kreeg zijn opleiding van zijn vader, die hem bekendmaakte met de leer van de Sakya traditie, daaronder Lamdre.
Op zevenjarige leeftijd kreeg hij zijn eerste monnikswijding van Jamyang Konchok Zangpo. Het volgende jaar ging hij naar het Sakyaklooster, waar hij Dharmakirti, de Madhyamika van Nagarjuna, en de werken van Sakya Pandita (1182-1251) bestudeerde. Tot zijn leermeesters behoorden de tweede abt van het Ngorklooster, Muchen Konchok Gyaltsen (1388-1470); en de 14e abt van het Jonangklooster, Konchok Zangpo (1398-1475).
Op 14-jarige leeftijd werd hij troonhouder van Tsitok Labrang, een van de vier paleizen van het Sakyaklooster. Vanaf zijn 23e bracht hij vijf jaar door met reizen door Kham, gaf daarbij onderwijs en verzamelde gaven voor het Sakyaklooster.
In 1472 werd Lodrö Gyaltsen op 29-jarige leeftijd de hoogste abt van het Sakyaklooster, nadat zijn broer Sherab Gyaltsen was overleden. In de daaropvolgende jaren gaf hij onderwijs in Lamdre en andere onderwerpen. Enkele van zijn werken hebben de tijd overleefd, daaronder een biografie van Muchen Konchok Gyeltsen en liturgische teksten. Hij overleed in 1495 op 52-jarige leeftijd.